# Александро-Донское сельское поселение
Александро-Донское сельское поселение — муниципальное образование в Павловском районе Воронежской области.
Административный центр — село Александровка Донская.

## Административное деление
В состав поселения входят:
- село Александровка Донская,
- село Бабка,
- село Берёзки,
- посёлок имени Жданова,
- посёлок Заосередные Сады,
- хутор Поддубный.